# Anthony Pelle
Pour les articles homonymes, voir Pelle.
Anthony Pelle, né le 1er décembre 1972, dans le Bronx, à New York, est un ancien joueur américain de basket-ball. Il évolue au poste de pivot. 

## Palmarès
Joueur
- All-USBL Second Team 1996, 1997

Entraîneur
- Champion NCAA 2014